# Irina Petrescu

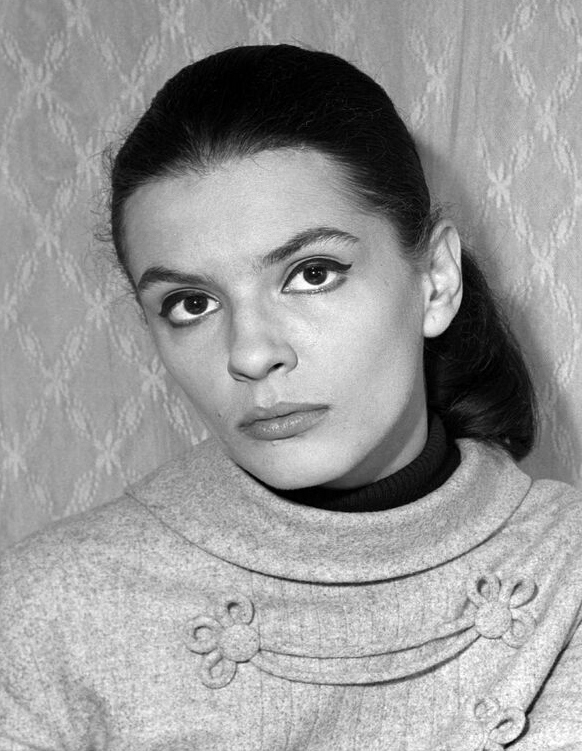
Irina Petrescu 1968

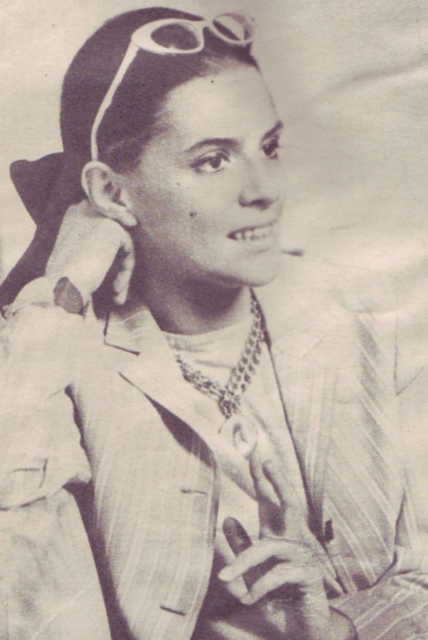
Irina Petrescu

Carmen Irina Petrescu (* 19. Juni 1941 in Bukarest; † 19. März 2013 ebenda) war eine rumänische Schauspielerin.

## Leben
Carmen Irina Petrescu wurde als Tochter eines Arztes und einer Krankenschwester in Bukarest geboren. Ursprünglich wollte Petrescu ihrer Jugendliebe folgend Architektur studieren, doch ihre Eltern waren dagegen. Sie wollten, dass sie Philologie und Französisch studieren sollte. Da sie die Aufnahmeprüfung allerdings nicht bestand und von dem rumänischen Regisseur Savel Stiopul bei einem ihrer Gesangsauftritte in einem Restaurant entdeckt wurde, begann sie ein Studium an der renommierten Nationaluniversität der Theater- und Filmkunst „Ion Luca Caragiale“ in Bukarest.
Bereits während ihrer Studienzeit hatte sie 1960 ihr erfolgreiches Filmdebüt in Liviu Ciuleis Die Donau brennt und spielte in Filmen wie Ich will nicht heiraten (1961) und Der Fremde an der Küste (1962) mit. Für ihre Rolle in Mihai Iacobs Der Fremde (1963) erhielt sie den Darstellerpreis des nationalen Filmfestivals in Mamaia. In Geschichte meiner Dummheit unter der Regie des Ungarn Márton Keleti spielte Petrescu zum ersten Mal in einer ausländischen Filmproduktion. Weitere Preise als beste Schauspielerin erhielt sie 1965 in Mar del Plata für Lucian Pintilies Sonntag um sechs und 1969 beim Filmfestival in Moskau für ihre Rolle in Gheorghe Vitanidis’ Eine Frau für eine Saison.
Ab 1964 war sie am Bukarester Nationaltheater, in den 1970er und 1980er Jahren am Teatrul Bulandra engagiert.
Petrescu war in ihrem Leben nie verheiratet. Sie starb an einer Krebserkrankung.

## Filmografie (Auswahl)
- 1959: Die Donau brennt (Valurile Dunării)
- 1961: Ich will nicht heiraten (Nu vreau să ma însor)
- 1962: Der Fremde an der Küste (Poveste sentimentală)
- 1963: Der Fremde (Străinul )
- 1964: Schritte zum Mond (Pași spre lună)
- 1965: Der weiße Mohr (De-aș fi... Harap Alb)
- 1965: Sonntag um sechs (Duminică la ora 6)
- 1965: Geschichte meiner Dummheit (Butaságom története)
- 1967: Die Morgenstunde eines braven Jungen (Diminețile unui băiat cuminte)
- 1969: Eine Frau für eine Saison (Răutăciosul adolescent)
- 1971: Der Weg aus dem Zwielicht (Facerea lumii)
- 1973: Sieben Tage (Șapte zile)
- 1975: Jenseits der Brücke (Dincolo de pod)
- 1977: Drei Tage und drei Nächte (Trei zile și trei nopți)
- 1978: Im Bus sitzt der Tod (Acțiunea „Autobuzul“)
- 1981: Das Schloß in den Karpaten (Castelul din Carpați)
- 1983: Windstärke 12 (Singur de cart)
- 2010: Die Reise des Personalmanagers (שליחותו של הממונה על משאבי אנוש)